# El-Ghassim Wane
El-Ghassim Wane (* 1959 in Aleg) ist ein mauretanischer Politikwissenschaftler und Hochschullehrer, der seit 2021 Leiter der Multidimensionalen Integrierten Stabilisierungsmission der Vereinten Nationen in Mali MINUSMA (United Nations Multidimensional Integrated Stabilization Mission in Mali) ist.

## Leben
El-Ghassim Wane begann nach dem Schulbesuch ein Studium der Fächer Internationales Öffentliches Recht und Internationale Beziehungen an der Université Cheikh Anta Diop de Dakar (ACAD) und beendete dieses mit einem Master. Er absolvierte zudem ein postgraduales Studium der Fächer Internationale Studien und Europastudien an der Universität Lille II. In den folgenden Jahren war er als Leitender Gastwissenschaftler (Visiting Senior Research Fellow) am Afrikanischen Führungszentrum (African Leadership Centre) des King’s College London sowie als Lektor am Institut d’études politiques de Paris (IEP de Paris), dem sogenannten „Sciences Po Paris“. 
Wane übernahm über mehrere Jahre führende Positionen innerhalb der Afrikanischen Union wie zuletzt als Direktor für Frieden und Sicherheit sowie als Leiter der Abteilung Konfliktmanagement der Kommission der Afrikanischen Union. Er hat zur Entwicklung der Schlüsselstrategie und -politik der AU zur Konfliktverhütung und -lösung beigetragen und sich auf dem gesamten Kontinent mit Präventions-, Vermittlungs- und Friedenskonsolidierungsprozessen befasst. Des Weiteren war er zwischenzeitlich Gastprofessor für Internationale Angelegenheiten an der George Washington University. Er war zwischen 2016 und 2017 Stabschef und Chefberater des Assistierenden UN-Generalsekretärs für friedenserhaltende Operationen (Assistant Secretary-General for Peacekeeping Operations) sowie im Anschluss von 2017 bis 2019 Stabschef und Chefberater des Vorsitzenden der Kommission der Afrikanischen Union.
El-Ghassim Wane, der über 25 Jahre Erfahrung in Konfliktverhütung, Mediation und Friedenssicherung verfügt, wurde am 15. März 2021 vom Generalsekretär der Vereinten Nationen António Guterres zum Leiter der Multidimensionalen Integrierten Stabilisierungsmission der Vereinten Nationen in Mali MINUSMA (United Nations Multidimensional Integrated Stabilization Mission in Mali) ernannt und damit Nachfolger von Mahamat Saleh Annadif, der wiederum  Leiter des Büros der Vereinten Nationen für Westafrika und die Sahelzone UNOWAS (engl.: United Nations Office for West Africa and the Sahel) wurde.